# Viciria rhinoceros
Viciria rhinoceros van Hasselt, 1894 è una specie di ragno appartenente alla famiglia Salticidae, endemica dell'isola indonesiana Sulawesi, situata tra il Borneo e le isole Molucche.